# 콜로니 (스위스)
콜로니(프랑스어: Cologny)는 스위스 제네바주에 위치한 도시로 면적은 3.67km2, 높이는 460m, 인구는 5,500명(2015년 12월 기준), 인구 밀도는 1,500명/km2이다. 레만호 좌측에 자리잡고 있으며, 세계 경제 포럼(다보스 포럼) 본부가 위치한 곳이기도 하다.

## 역사

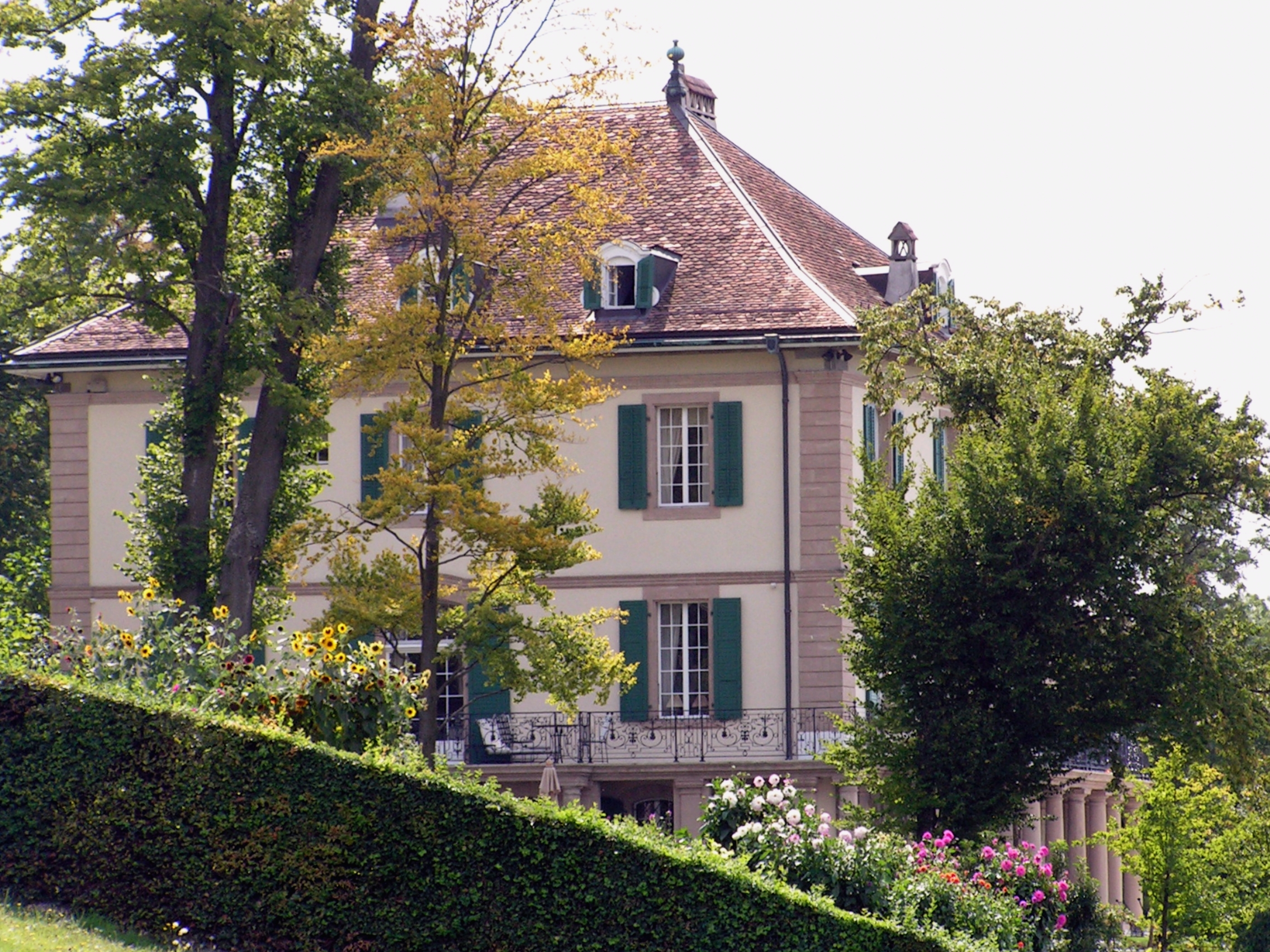
프랑켄슈타인과 "뱀파이어"가 시작된 콜로니의 빌라 디오다티

콜로니는 1208년에 Colognier로 처음 언급되었다.
이 지역에서 가장 오래된 정착의 흔적은 라벨로트(La Belotte) 마을 근처에서 발견된 신석기 시대 호숫가 마을이다. 제네바 호수 지역은 2세기에 로마에 의해 정복되었다. 그들은 2세기 동안 거주하는 동안 코르시에에서 콜로니 지역을 거쳐 프롱트넥스(Frontenex)까지 도로를 건설했다.
중세 시대에 제네바 백작의 땅의 일부였으며, 제네바 주교단이 인수했다. 성 베드로 마을 교회는 1406년에 방두브르 교구 아래에 배치되었는데, 이는 15세기 이전에 지어진 것으로 보이다. 1536년에 콜로니는 근처의 제네바가 개혁의 중심지가 되면서 개신교 종교개혁의 새로운 신앙에 합류했다. 2년 후인 1538년 5월 베른과 제네바 사이의 조약으로 콜로니는 제네바시가 되었다.
16세기 후반과 17세기에 걸쳐 많은 제네바 전도인이 콜로니으로 이사하거나 사무실을 세웠다. 콜로니 또는 Colonia Allobrogum을 출판 장소로 주장함으로써 그들은 제네바에서 책을 금지하는 프랑스 법을 우회할 수 있었다. 18세기부터 콜로니의 제네바 호수 기슭을 따라 우아한 샬레가 생겨났다. 가장 유명한 것 중 하나는 바이런 경, 존 폴리도리, 메리 셸리 및 퍼시 비시 셸리가 1816년 여름이 없는 해의 일부를 보낸 빌라 디오다티(Villa Diodati)이다. 날씨가 좋지 않았기 때문에 손님들은 실내에서 서로 무서운 이야기를 나누며, 며칠을 보냈다. 메리 셸리의 《프랑켄슈타인》 그리고 존 폴리도리의 《뱀파이어》, 최초의 현대 뱀파이어 이야기는 둘 다 결과를 낳았다.
콜로니 시의회는 1798년 프랑스의 스위스 침공 이후 제네바가 프랑스에 합병된 후인 1800년 12월 9일에 처음으로 소집되었다. 정치가 자크 네케르의 형인 수학자 루이 네케르(1730~1804)가 콜로니에서 사망했다.
20세기에 많은 부유한 개인과 조직이 콜로니로 이주했다. 전통적으로 지자체는 많은 농장이 있는 작은 마을로 구성되었다. 그러나 1965년에는 8개의 농장이 있었고, 1975년에는 그 수가 2개로 줄었다. 오늘날 그것은 제네바주에서 가장 부유한 지자체 중 하나이다.

## 지리

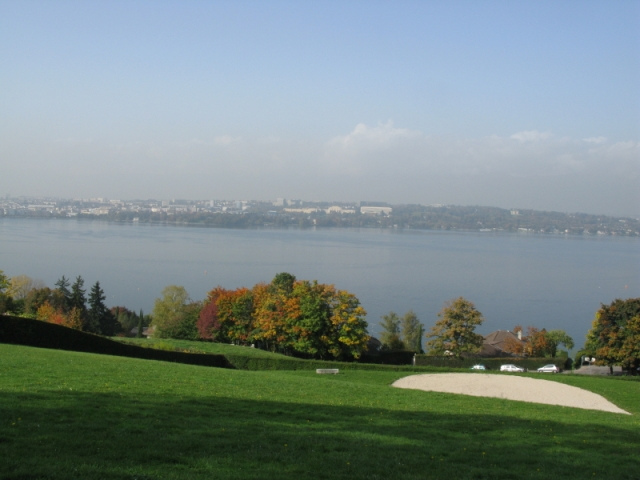
제네바호를 가로질러 제네바 골프 클럽에서 본 풍경

콜로니의 면적은 2009년 기준으로 3.67k㎡이다. 이 면적 중 0.65k㎡ (17.7%)가 농업 목적으로 사용되는 반면 0.15k㎡ (4.1%)는 삼림으로 사용된다. 나머지 토지 중 2.88k㎡ (78.5%)가 정착(건물 또는 도로), 0.01k㎡ (0.3%)가 강이나 호수이다.
건축면적 중 주택과 건물이 60.5%, 교통기반시설이 12.3%를 차지했다. 전력 및 수자원 기반 시설 및 기타 특별 개발 지역은 면적의 1.1%를 구성하고, 공원, 녹지대 및 스포츠 경기장은 4.4%를 구성한다. 숲이 우거진 토지 중 전체 토지 면적의 2.2%는 숲이 우거져 있고, 1.9%는 과수원이나 작은 나무 군락으로 덮여 있다. 농경지 중 8.7%는 작물 재배에 사용되며, 5.4%는 목초지이며, 3.5%는 과수원이나 포도나무 작물에 사용된다. 시정촌의 모든 물은 호수에 있다.
시정촌은 제네바 호수의 왼쪽 제방에 위치하고, 있으며, 골프 코스인 제네바 골프 클럽이 있다. 콜로니 마을과 La Belotte 및 Ruth를 비롯한 수많은 작은 마을 로 구성되어 있다. 이 지역은 주로 빌라 스타일의 주거용 주택과 소규모 상업 매장으로 구성되어 있다.
콜로니 시정촌은 Saint-Paul, Stade-de-Frontenex, Rampe-de-콜로니, 콜로니 - 마을, Ruth - Nant d'Argent 및 Prés-de-la-Gradelle의 하위 섹션 또는 마을로 구성된다.

## 인구통계

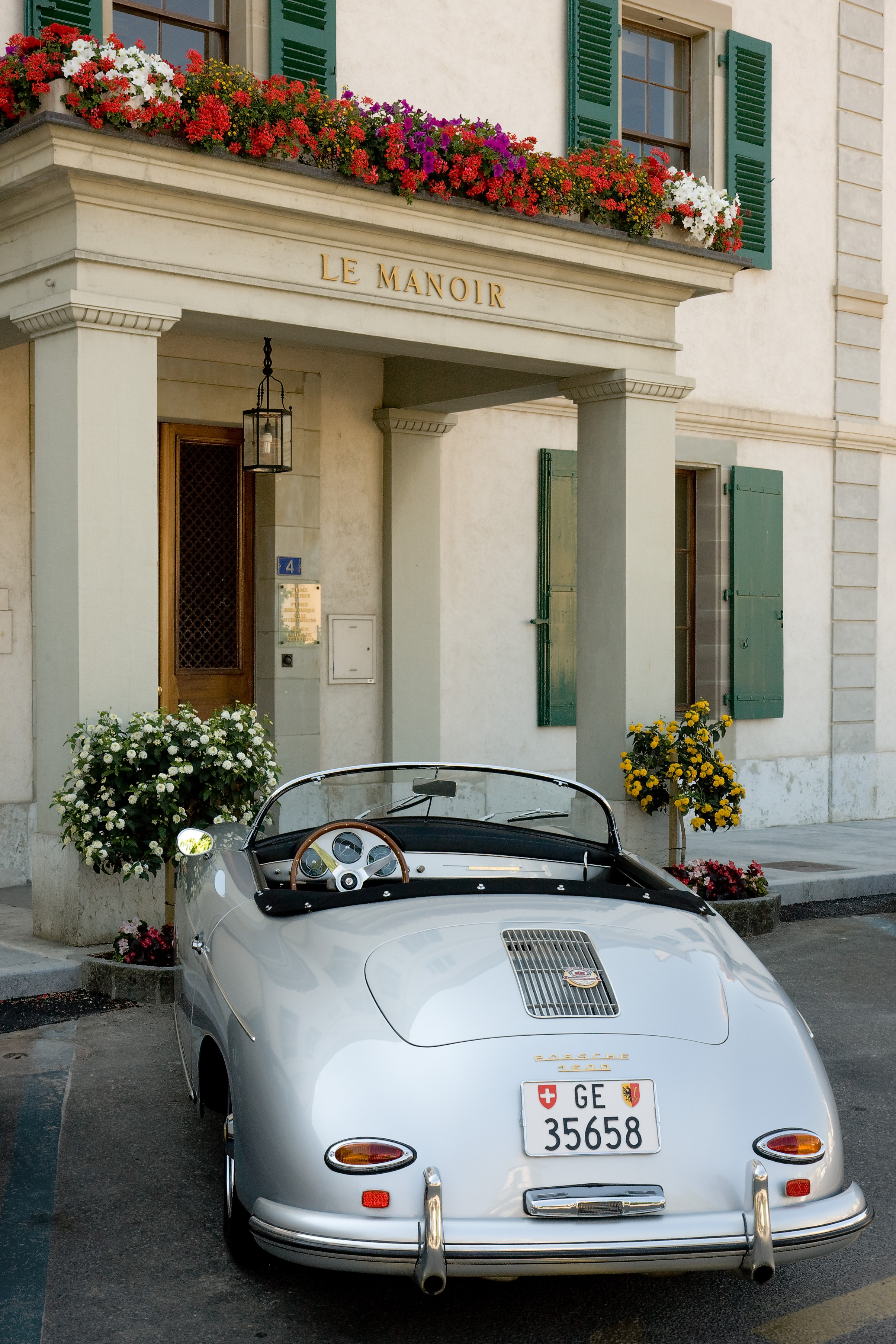
Le Manoir 앞의 포르쉐 1600

2020년 12월 기준, 콜로니의 인구는 5,866명이다. 2008년 기준으로 인구의 37.7%가 거주하는 외국인이다. 1999년부터 2009년까지 지난 10년 동안 인구는 4.6%의 비율로 증가했다. 이주로 인해 4.9%의 비율로, 출생과 사망으로 인해 -1%의 비율로 성장했다.
2000년 기준, 인구 대부분인 3,575명(76.1%)이 프랑스어를 사용하며, 영어가 391명(8.3%)으로 두 번째로 많이 사용되고, 독일어가 225명(4.8%)으로 세 번째로 사용된다. 로만슈어를 구사하는 사람이 3명 있다.
2008년 기준으로 인구의 성별 분포는 남성 47.5%, 여성 52.5%이다. 인구는 1,399명의 스위스 남성(인구의 28.5%)과 930명(19.0%)의 비스위스계 남성으로 구성되었다. 스위스 여성은 1,630명(33.3%), 비스위스계 여성은 942명(19.2%)이었다. 지자체의 인구 중 679명(14.5%)이 콜로니에서 태어나 2000년에 거기에 살았다. 같은 주에서 태어난 1,091명(23.2%)이 있었고, 560명(11.9%)가 스위스 다른 곳에서 태어났다. 1,953명(41.6%)은 스위스 이외의 지역에서 태어났다.
2008년에는 스위스 시민이 21명, 비스위스계 시민이 18명이었고, 같은 기간에 스위스 시민이 28명, 비스위스계 시민이 6명이었다. 이민과 이주를 무시하면, 스위스 시민의 인구는 7명 감소했고, 외국인 인구는 12명 증가했다. 스위스에서 이민 온 스위스 남성은 19명, 여성은 22명이었다. 동시에 다른 나라에서 스위스로 이주한 43명의 비스위스계 남성과 6명의 비스위스계 여성이 있었다. 2008년 전체 스위스 인구 변화(시 경계를 넘는 이동을 포함한 모든 출처에서)는 33명이 감소했고, 비스위스계 인구는 33명이 증가했다. 이것은 0.0%의 인구 증가율을 나타낸다.
인구의 연령분포(2000년 기준)는 아동·청소년(0~19세)이 전체 인구의 24.3%, 성인(20~64세)이 58.8%, 노인(64세 이상)이 16.9%를 차지한다.
2000년 기준으로 시정촌에 미혼이거나 독신인 사람은 1,853명이다. 기혼자는 2,329명, 미망인은 248명, 이혼한 사람은 267명이었다.
2000년 기준으로 시정촌의 개인가구는 1,685세대로 가구당 평균 2.5명이다. 1인 가구는 443가구, 5인 이상 가구는 155가구였다. 총 1,734가구 중 1인 가구가 25.5%를 차지했으며, 부모와 동거하는 성인은 11명이었다. 나머지 가구 중 자녀가 없는 부부는 456가구, 자녀가 있는 기혼 부부는 633가구, 자녀가 있는 편부모는 108가구이다. 혈연관계가 없는 사람이 34가구, 시설이나 기타 공동주택이 49가구였다.
2000년에는 총 880동의 주거동 중 634호(전체의 72.0%)가 단독주택이었다. 다가구는 161채(18.3%), 주거용으로 주로 사용되는 다목적 건물은 48채(5.5%), 기타 용도(상업·산업)가 37채(4.2%)였다. 단독주택 중 62채는 1919년 이전에 지어졌고, 131채는 1990년에서 2000년 사이에 지어졌다. 가장 많은 단독주택(101채)은 1981년에서 1990년 사이에 지어졌다.
2000년에는 시정촌에 1,784개의 아파트가 있었다. 가장 흔한 아파트 규모는 4개 방이 388개였다. 1인실 아파트가 99개, 5개 이상의 방이 있는 아파트가 780개였다. 이 중 상가 1,554채(전체의 87.1%)가 상시 입주한 아파트가 195채(10.9%), 공실이 35채(2.0%)였다. 2009년 기준 신규주택 건설률은 인구 1,000명당 2.4세대였다. 2010년 시정촌 공실률은 0.41%였다.
역사적 인구는 다음 차트에 나와 있다.

## 정치
2007년 연방 선거에서 가장 인기 있는 정당은 35.84%의 득표율을 기록한 LPS 정당이었다. 다음으로 가장 인기 있는 세 정당은 SVP (22.31%), FDP (10.5%), SP (9.48%)였다. 이번 연방 총선에서 총 1,380표가 투표되었고, 투표율은 55.4%였다.
2009년 대평의회 선거에는 총 2,446명의 등록 유권자가 있었고, 그중 1,167명(47.7%)이 투표했다. 이번 선거에서 지자체에서 가장 인기 있는 정당은 43.1%의 득표율을 기록한 자유당이었다. 광역 선거에서 그들은 가장 높은 득표율을 얻었다. 두 번째로 인기 있는 정당은 UDC (10.5% 득표)로 주 전체 선거에서 7위, 세 번째로 인기 있는 정당은 Les Radicaux (10.4%)로 주 전체 선거에서 6위를 기록했다.
2009년 국무원 선거에는 총 2,430명의 등록 유권자가 있었고, 그중 1,283명(52.8%)이 투표했다.
2011년에는 모든 지자체에서 지방선거를 실시했으며, 콜로니에서는 시의회에 19개의 공석이 열렸다. 총 3,172명의 등록 유권자가 있었고, 그중 1,444명(45.5%)이 투표했다. 1,444표 중 5표는 무효표, 8표는 무효표, 119표는 명단에 없는 이름이었다.

## 경제

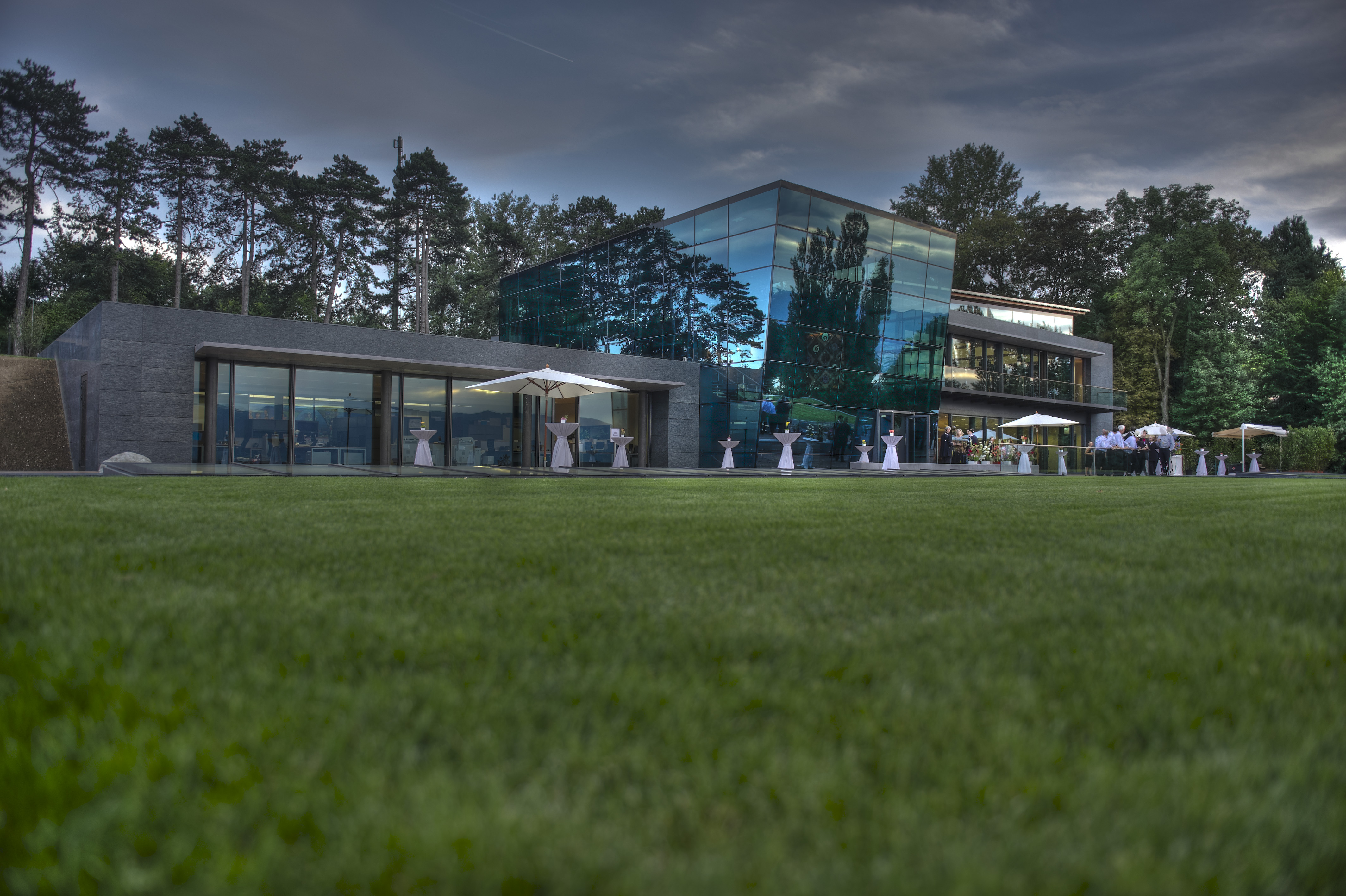
세계경제포럼 건물 신축(2010)

콜로니에는 세계 경제 포럼의 본부가 있다.
2010년 현재 콜로니의 실업률은 2.7%이다. 2008년 기준으로 1차 경제 부문에 4명이 고용되어 있고, 이 부문에 약 1개 기업이 참여하고, 있다. 44명이 2차 부문에 고용되었고, 이 부문에 16개의 기업이 있었다. 1,261명이 3차 부문에 고용되었으며, 이 부문에는 130개의 기업이 있다. 시정촌 주민은 2,052명으로 일정 정도 고용되었으며, 그중 여성이 전체 노동력의 40.5%를 차지했다.
2008년에 정규직에 해당하는 총 일자리 수는 1,106개였다. 1차 부문의 일자리 수는 4개였으며, 모두 농업에 종사했다. 2차 부문의 일자리 수는 39개로 그중 5개(12.8%)가 제조업, 34개(87.2%)가 건설업이었다. 3차 부문의 일자리는 1,063개였다. 3차 부문에서; 97개(9.1%)는 도소매 또는 자동차 수리업, 18개(1.7%)는 상품의 이동 및 보관, 87개(8.2%)는 호텔 또는 레스토랑, 23개(2.2%)는 정보 산업에 종사했다. 24개(2.3%)가 보험 또는 금융 산업, 34개(3.2%)가 기술 전문가 또는 과학자, 98개(9.2%)가 교육, 143개(13.5%)가 의료 분야였다.
2000년 기준 지자체로 출퇴근하는 근로자는 960명, 외부 출퇴근자는 1,676명이었다. 지자체는 근로자의 순수출 지자체로, 1명이 전입할 때 약 1.7명의 근로자가 지자체를 떠나고 있다. 콜로니로 들어오는 노동력의 약 17.7%는 스위스 외부에서 오고, 현지인의 0.4%는 일을 위해 스위스에서 출퇴근한다. 근로 인구의 19.7%가 대중교통을 이용하여 출퇴근하고, 56.4%가 자가용을 이용하였다.

## 종교
2000년 인구 조사에 따르면 1,588명(33.8%)이 로마 가톨릭 신자이고, 1,025명(21.8%)이 스위스 개혁 교회에 속해 있다. 나머지 인구 중 정교회 교인은 123명(인구의 약 2.62%), 크리스찬 가톨릭 교회 교인은 3명(인구의 약 0.06%), 다른 기독교 교회에 속한 48명(또는 인구의 약 1.02%), 유대교 302명(인구의 약 6.43%)이었다. 이슬람교는 197명(인구의 약 4.19%), 불교 16명, 힌두교 22명과 다른 교회에 속한 6명이 있었다. 847명(인구의 약 18.03%)은 무교, 불가지론 또는 무신론자였으며, 520명(인구의 약 11.07%)이 질문에 대답하지 않았다.

## 교육
콜로니에서는 인구의 약 1,048명(22.3%)이 필수가 아닌 고등교육을 이수했으며, 1,626명(34.6%)이 추가 고등 교육(대학 또는 응용학문대학)을 마쳤다. 고등 교육을 마친 1,626명 중 35.7%가 스위스 남성, 28.8%가 스위스 여성, 21.5%가 비스위스계 남성, 14.0%가 비스위스계 여성이었다.
2009-2010학년도 동안 콜로니 학교 시스템에는 총 883명의 학생이 있었다. 제네바주의 교육 시스템은 어린이들이 2년 동안 의무가 아닌 유치원에 다닐 수 있도록 허용한다. 그 학년도에는 유치원에 다니는 어린이가 48명이었다. 주의 학교 시스템은 2년의 비필수 유치원을 제공하며, 학생들은 6년 동안 초등학교에 다닐 것을 요구하며, 일부 어린이는 소규모의 특수 수업에 참석한다. 콜로니에는 유치원이나 초등학교에 다니는 74명의 학생이 있었고, 9명의 학생은 특수 소규모 학급에 있었다. 중등 학교프로그램은 3년의 낮은 의무 교육 과정과 3년에서 5년의 선택적인 고급 학교로 구성된다. 콜로니에는 74명의 중학교 학생들이 다녔다. 144명의 시립 중고등학생과 전문 대학이 아닌 트랙 프로그램에 재학 중인 28명의 학생이 있었다. 추가로 359명의 학생이 사립학교에 다녔다.
2000년 기준으로 콜로니에는 다른 시정촌에서 온 학생이 417명, 시외 학교에 다니는 거주자는 699명이다.

## 국가중요문화재
1971년 2월 26일 마틴 보드머가 사망하기 한 달 전인 1971년 2월 26일에 기증한 보드머 도서관(Bodmeriana Bibliotheca Bodmeriana),  디오다티 저택은 국가적으로 중요한 스위스 문화 유산으로 등재되어 있다.

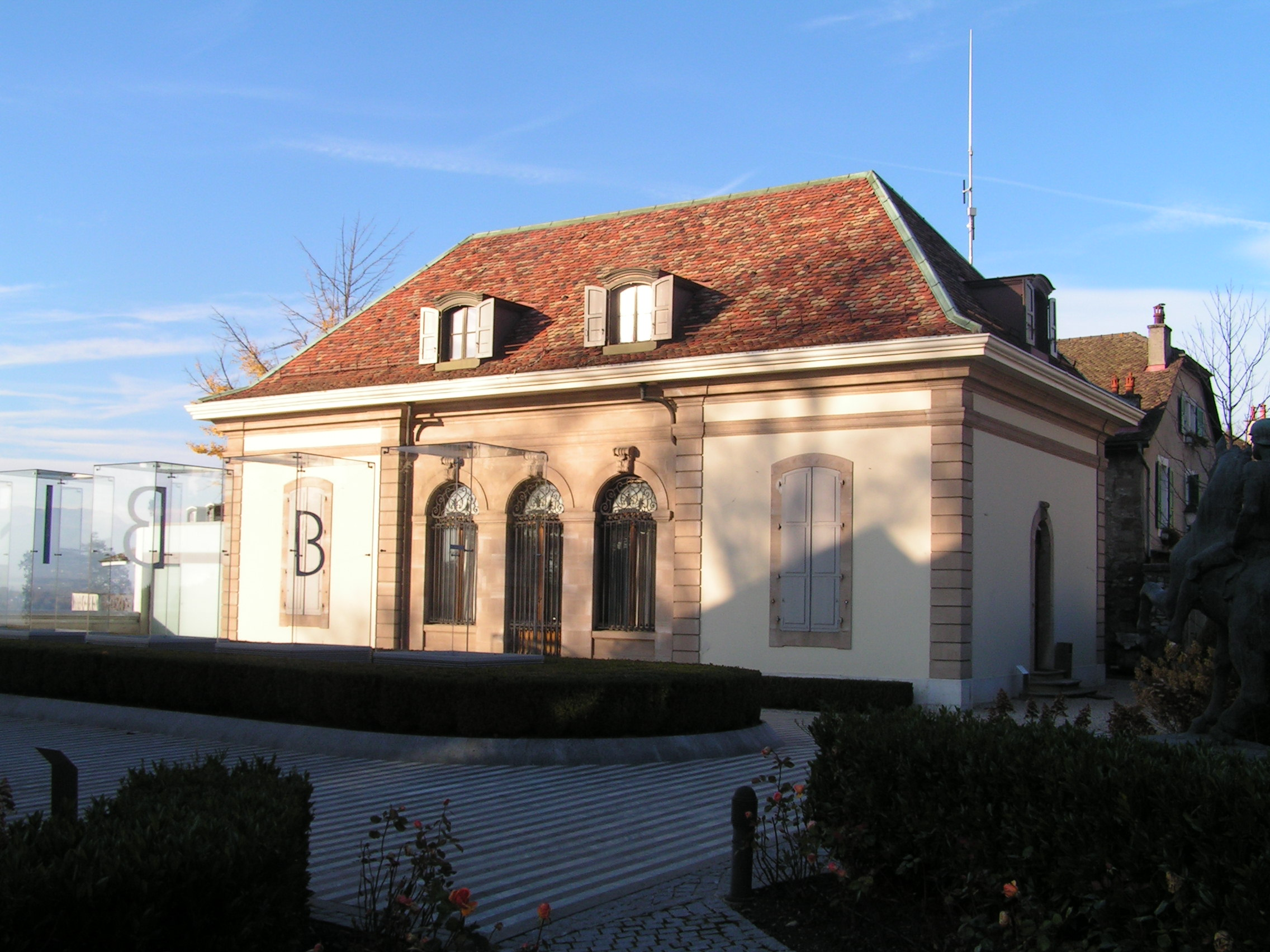
보드머 도서관
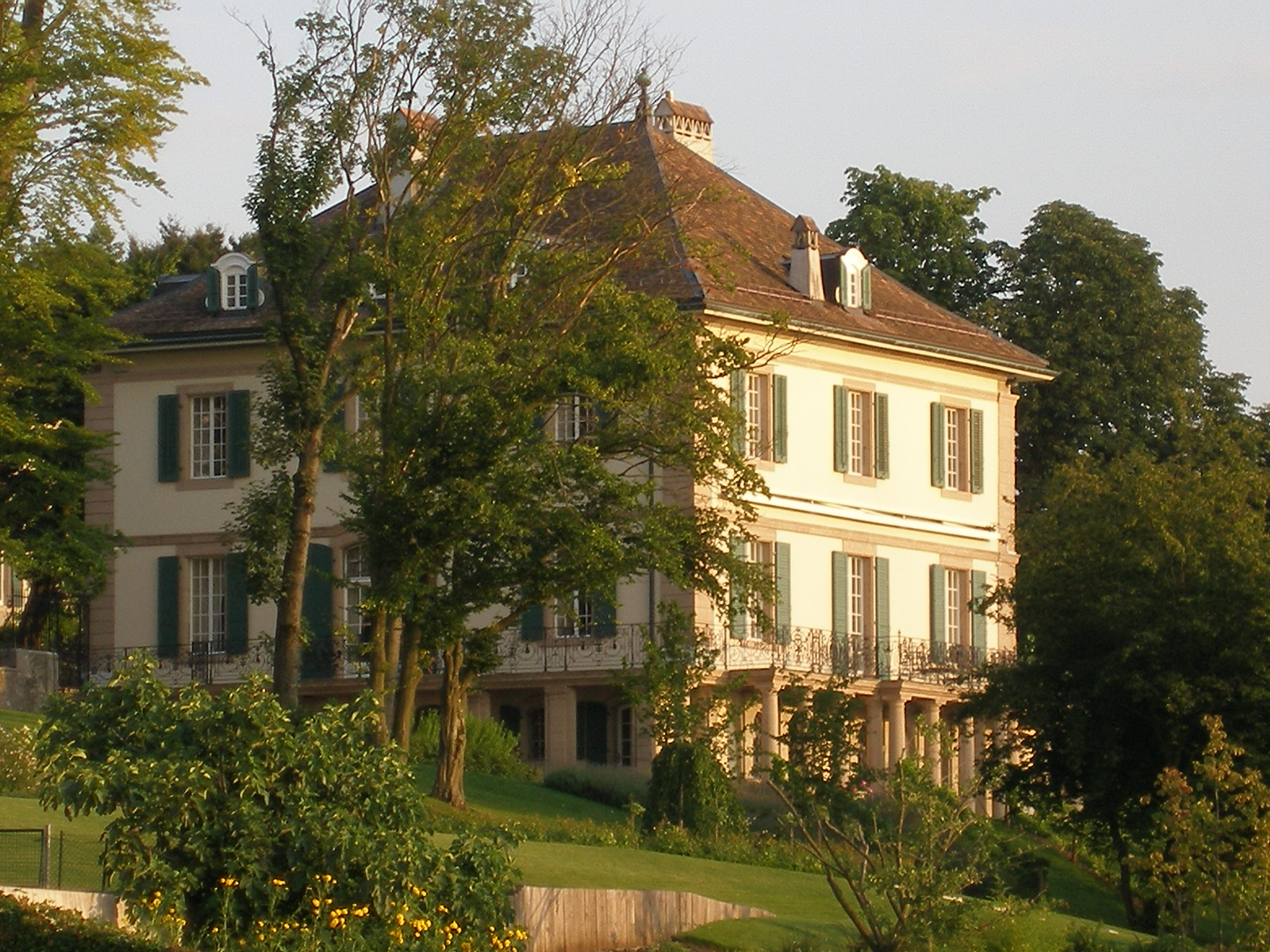
디오다티 저택

## 교통
콜로니는 운송 회사인 제네바 대중교통(TPG)가 운영하는 제네바 트롤리버스가 운행한다.